# 冶力关镇
冶力关镇，是中华人民共和国甘肃省甘南藏族自治州临潭县下辖的一个乡镇级行政单位。

## 行政区划
冶力关镇下辖以下地区：
后山村、洪家村、高庄村、葸家庄村、岗沟村、东山村、堡子村、池沟村和关街村。